# 다카시오 하야세
다카시오 하야세(일본어: 高塩 隼生, 2004년 6월 3일~)는 일본의 축구 선수이다.

## 구단 경력
그는 2023년 J1리그의 요코하마 FC에 입단했다. 2024년 J3리그의 츠바이겐 가나자와로 이적했다. 2025년 일본 풋볼 리그의 오키나와 SV로 이적했다.